# Leptomastidea rubra
Leptomastidea rubra är en stekelart som beskrevs av Tachikawa 1956. Leptomastidea rubra ingår i släktet Leptomastidea och familjen sköldlussteklar.
Artens utbredningsområde är:
- Grekland.
- Israel.
- Turkmenistan.
- Uzbekistan.

Inga underarter finns listade i Catalogue of Life.